# 石川源晃
石川 源晃（いしかわ げんこう、1921年2月11日 - 2006年6月13日）は、日本の占星学者、技術士。帝国海軍大尉。東京工業大学卒業。
世界の占星学史に残る数々の業績を残した。占星学(Astrology)を勉学するだけでなく自ら新しい手法を発明し、日本の占星学（西洋占星学ともいう）の水準を飛躍的に高めた。全ての知識を原書で得るという知識量、そして論理的理解力、科学的・数学的素養をバックボーンとする。一切のオカルト、神霊的な要素や、癒やしのような曖昧な概念を全て排した、厳密で精緻な分析は、日本占術界において研究者としての彼をむしろ孤高の地位へと追いやった。石源と略称されることもある。
源氏の末裔。本名 石川 源光（いしかわ もとみつ）。幼少時から、名を訓読みでなく"ゲンコウ"と音読みされることが多く、それを愛称、筆名とする。キリスト教（ローマ・カトリック）洗礼名はHenry Michael。英語では自己の名をH．M．"Gen" Ishikawaと表記している。

## 人となり
- 大正10年紀元節（2月11日）朝6時27分、東京にて生まれる。
- 初等科から高等科（高校）まで学習院。卒業後は、学習院では大学科が廃止された後だったので、東京工業大学に進む。
- 日本で最初のモービルハム（車載など移動運用アマチュア無線実践家）（免許取得第1号）。社団法人　日本アマチュア無線連盟（The Japan Amateur Radio League,Inc.　略称：JARL）の役員を務め、戦後のアマチュア無線の復活に尽力し、電波法の作成にも携わる。
- 若年時（帝国海軍大尉時代より前）に、四柱推命、断易（五行易、鬼谷易）などの大家の元に出入りし、東洋占術を習得した。
- 海軍では技術研究所に勤務、艦砲射撃用の精密なレーダー装置の開発に従事する。戦後も技術者、発明家としての姿勢は変わらず、さまざまな分野で開発、発明を続け個人として多数の特許を出願した。特許庁七十周年記念の白書に、法人に属さない個人の発明家名鑑のトップに記載されている。
- 敗戦後、米国オハイオ州の自動車部品会社に勤務しているとき、天体と人間のかかわりあいに興味をもち、主にアラン・レオの著作で占星学(Astrology)を学ぶ。
- 1975年よりAFA(米国占星学者連盟）の機関誌に次々と研究論文を発表し、日本では占星学の研究及び自由討論・の輪を提供する機関「アストロサークル」を発足。1978年より刊行された「アストロサークル通信」は占星学研究を専門とする日本で唯一の非営利の月刊誌であった。占星学の研究・著作活動の他、文化センター・カルチャーセンターで占星学の講師を務め、後進の育成に努めた。
- 晩年は占星学の教育と研究のため、400ページにも及ぶ研究論文を自身のホームページ「占いでない占星学」で公開。インターネットの場でも研究の推進を熱く語り続けた。
- 2006年6月13日死去。85歳。

## 受賞歴
- 科学技術庁長官賞（1985年、日本）

## 役職
- 社団法人日本技術士会 理事・電気部長
- 社団法人日本技術士会 名誉会員
- 米国占星学者連盟(AFA)理事（Director , American Federation of Astrologers 有色人種としてだけでなく、米国本土非居住者として初めて）
- 米国占星学者連盟(AFA)終身会員（LMAFA ; lifetime member , American Federation of Astrologers）
- 英国占星学協会(AA)終身会員（The Astrological Association of Great Britain）
- 学術書 Recent Advances in Natal Astrology  ISBN B0006-E6EY-6 レフェリー（拒否権つき査読者）兼編集委員
- NHK文化センター講師（東京・青山一丁目、東京・東陽町、千葉）
- 朝日カルチャーセンター講師
- 中日文化センター講師
- 近鉄文化サロン講師
- 移動運用アマチュア無線の全国的クラブ「ジャパン・モービル・ハム・クラブ」創設者
- 日本最古のアマチュア無線クラブの一つ「学習院ラジオグループ(GRG)」初期のメンバー
- 社団法人　日本アマチュア無線連盟（The Japan Amateur Radio League,Inc.　略称：JARL）役員

## 著書
- 『占星学教科書』第1編改定3版　自費出版
- 『占皇学教科書』第2編上巻　自費出版

（第2編下巻以降未刊）

- 月刊誌『アストロサークルの集い』（現在、休刊中） 自費出版
- CD版、カセットテープ版 『占星学講義』全163巻

（初級（入門科）、本科（初級）、本科中級、研究科、特別講義）
- Divisional Harmonics ISBN 08669-0273-2
- 『ボイド占星学』 (講談社)
- 『実習・占星学入門』 (平河出版社)
- 『演習・占星学入門』 (平河出版社)
- 『応用・占屋学入門』 (平河出版社)
- 『調波・占屋学入門』 (平河出版社)
- 『辞典・占屋学入門』 (平河出版社)
- 『アストロエフェメリス』（天文暦) 自費出版
- 『ボイドカレンダー2006』　自費出版